# 조시 맥더밋
조시 맥더밋(Josh McDermitt, 1978년 6월 4일 ~ )은 미국의 배우이다.

## 출연 작품
- 미들 맨 (2016)
- 라이프 인 컬러 (2015)
- 더 써드 휠 (2013)
- 워크 잇 (2012)
- 리타이어드 앳 35 (2010)